# آرامگاه شیخ نجم‌الدین
مقبره شیخ نجم الدین نقشبندی امروله مربوط به دوره قاجار است و در شهرستان سنندج، بخش حسین‌آباد شمالی، روستای امروله واقع شده و این اثر در تاریخ ۱۷ اسفند ۱۳۸۱ با شمارهٔ ثبت ۷۵۹۰ به‌عنوان یکی از آثار ملی ایران به ثبت رسیده است. 